# تکیه پهنه
تکیه پهنه مربوط به دوره قاجار است و در سمنان، انتهای راسته بازار جنوبی، مجاور امامزاده یحیی واقع شده و این اثر در تاریخ ۲۵ خرداد ۱۳۸۱ با شمارهٔ ثبت ۵۸۲۳ به‌عنوان یکی از آثار ملی ایران به ثبت رسیده است.